# عدم تدخلية الولايات المتحدة

استيقظي يا أمريكا! فالحضارة تناديكي! ملصق لجيمس مونتيجومري فلاغ، 1917

عدم التدخلية هي سياسية دبلوماسية يسعى فيها البلد إلى تجنب التحالفات مع بلدانٍ أخرى بغرض تجنب الانجرار إلى حروب ليس لها علاقة بالدفاع عن النفس الإقليمي المباشر، وكان لها تاريخ طويل بين الحكومة والرأي العام في الولايات المتحدة. كانت تُعرف درجة هذه السياسة وطبيعتها في ذلك الوقت بالانعزالية، مثل الفترة ما بين الحربين العالميتين.

## خلفيتها
أعلَنَ روبرت والبول أول رئيس وزراء بريطاني من حزب الأحرار البريطاني عام 1723: «سياساتي هي البقاء بعيدًا عن الاصطدامات ما دمنا نستطيع». شدد على الفائدة الاقتصادية ورفض فكرة التدخل في الشؤون الأوروبية للحفاظ على توازن القوى. كان منصب والبول معروفًا للأمريكان. مع ذلك، خلال الثورة الأمريكية، تناقش الكونغرس القاري الثاني حول تشكيل تحالف مع فرنسا. رفض عدم التدخلية عندما أصبح من الواضح أن حرب الاستقلال الأمريكية قد لا تُربَح بطريقة أخرى غير التحالف العسكري مع فرنسا، الذي تفاوض بشأنه بنجامين فرانكلين بنجاح عام 1778.

بعد ذهاب بريطانيا وفرنسا للحرب عام 1792، أعلن جورج واشنطن الحياد، بدعم إجماعي من مجلس الوزراء، بعد قراره بعدم تطبيق المعاهدة مع فرنسا لعام 1778. أعلنت رسالة وداع جورج واشنطن لعام 1796 بوضوح سياسية عدم التدخلية الأمريكية:
القاعدة العظمى للسلوك بالنسبة لنا، في ما يخص البلدان الأجنبية، هي تمديد علاقاتنا التجارية، وأن يكون لنا معهم أقل تواصل سياسي ممكن. لدى أوروبا مجموعة من المصالح التي لها الأساسية، التي ليس لها بنا علاقة، أو علاقة بعيدة جدًا. لذا يجب عليها الانخراط في نزاعات متكررة لها أسبابٌ بعيدة في الأساس عن اهتماماتنا. لذا فلن يكون من الحكمة أن نورط أنفسنا، بقيود اصطناعية، في التقلبات العادية لسياستها، أو في المجموعات العادية وتصادمات صداقاتها أو أعدائها.

## لا تحالفات متشابكة (القرن التاسع عشر)
وسَّع الرئيس ثوماس جيفرسون أفكار واشنطن حول السياسة الخارجية في يوم القسم الرئاسي في 4 مارس، 1801. قال جيفرسون إن واحدًا من «المبادئ الأساسية لحكومتنا» هو «السلام، التجارة، والصداقة الصريحة مع جميع الدول، وعدم عقد التحالفات مع أحد». وأشار أيضًا إلى أن «التجارة مع جميع الدول، وعدم التحالف مع أيٍ منها، يجب أن يكون» شعار الولايات المتحدة.
أوضح الرئيس جيمس مونرو عام 1823 ما أصبح معروفًا باسم مبدأ مونرو، التي فسرها البعض على أنها غير تدخلية في نيتها: «لم نشارك أبدًا في حرب القوى الأوروبية، والأمور المتعلقة بها، غير أن فعل ذلك لا يتفق مع سياستنا. فقط عندما تنتهك حقوقنا، أو تُهدد بشكل كبير لدرجة تجعلنا نستاء، أو عند التحضر للدفاع عن النفس». كانت قد طُبِّقت على هاواي عام 1842 في دعم الضم العسكري اللاحق هناك، ودعم التوسع الأمريكي في قارة أمريكا الشمالية.
بعد إخماد القيصر ألكسندر الثاني لثورة يناير لعام 1863 في بولندا، طلب إمبراطور فرنسا نابليون الثالث من الولايات المتحدة «الانضمام في احتجاج ضد القيصر». رفض ذلك وزير الخارجية الأمريكي ويليام سيوارد «الدفاع عن سياستنا اللاتدخلية مباشر مطلق غريب كما قد يبدوا لدول أخرى»  وشدد على أنه «يجب على الشعب الأمريكي أن يكون مقتنعًا للحث على قضية التقدم البشري بواسطة الحكمة التي يجب عليهم ممارسة قوى الحكم الذاتي باستعمالها، متسامحين في كل الأوقات، وفي أي طريقة، مع الحلفاء الأجانب والتدخل والتصادم».
حاول الرئيس يوليسيس جرانت ضم جمهورية الدومنيكان عسكريًا عام 1870، ولكنه فشل في الحصول على الدعم من الجمهوريين الراديكاليين في مجلس الشيوخ. تم تجاهل سياسة عدم التدخلية الأمريكية بالكامل في الحرب الأمريكية الإسبانية، وتبعتها الحرب الفيليبينية الأمريكية بين عامي 1899-1902.

## عدم تدخلية القرن العشرين
يُنسب لإدارة ثيودور روزفيلت التحريض على الثورة البنمية ضد كولومبيا لغرض تأمين حقوق بناء قناة بنما (التي بدأت عام 1904).
كان رئيس الولايات المتحدة وودرو ويلسون بعد الفوز بإعادة انتخابه تحت شعار «دعنا بعيدين عن الحرب» قادرًا على القيادة بحيادٍ في الحرب العالمية الأولى لحوالي ثلاث سنوات. ساعد التخلص من التشابكات الأجنبية، ووجود المهاجرين في الولايات المتحدة ذوي الولاءات المنقسمة في الصراع في وقت مبكر على الحفاظ على الحياد. أجبرت مسببات عدةٌ الولايات المتحدة على الدخول إلى الحرب العالمية الأولى، وكان الكونغرس سوف يصوت على إعلان الحرب على ألمانيا، وسوف يشمل هذا دخول الدولة بجانب الوفاق الثلاثي، ولكن فقط على أنها «قوة مساعدة» تحارب نفس العدو، وليست دولة حليفة معهم. بعد إعلان الحرب بأشهر قليلة، ألقى ويلسون خطابًا للكونغرس موجزًا غاياته في إنهاء الصراع، المسمى بمبادئ ويلسون الأربعة عشر. في حين كان هذا الإعلان الأمريكي أقل انتصارية من غايات بعض حلفائه، فقد اقترح في النقطة الأخيرة، أنه يجب تشكيل اتحاد عام للدول تحت اتفاقيات معينة لغرض تحمل تكاليف الضمانات المشتركة للاستقلال السياسي والسلامة الإقليمية للدول الكبيرة والصغيرة على حدٍ سواء. سافر ويلسون إلى أوروبا بعد الحرب وبقي أشهرًا للعمل على معاهدة ما بعد الحرب، لم يسبق لرئيسٍ إصدار أمر كهذا للإقامة خارج البلد. في معاهدة فرساي، صيغ اسم اتحاد ويلسون ليكون عصبة الأمم.

### الانعزالية بين الحربين العالميتين
في أعقاب الحرب العالمية الأولى، هيمنت ميول عدم التدخل. رفض مجلس الشيوخ معاهدة فرساي، وبالتالي، مشاركة الولايات المتحدة في عصبة الأمم حتى مع التحفظات، وذلك في الأشهر الأخيرة من رئاسة ويلسون. دعم قائد مجلس الشيوخ الجمهوري هنري كابوت لودج المعاهدة مع تحفظات ليكون متأكدًا من أن السلطة النهائية لإرسال الولايات المتحدة للحرب هي بيد الكونغرس. رَفض ويلسون ومؤيدوه الديموقراطيون تحفظات لودج.
جاءت المعارضة الأقوى للدخول الأمريكي إلى عصبة الأمم من مجلس الشيوخ حيث كان هنالك زمرة مرتبطة ارتباطًا قويًا تعرف باسم «المتضاربون»، يقودها وليام بوراه وجورج نوريس، وكان لديها اعتراضاتٌ كبيرة بخصوص شروط المعاهدة التي أجبرت أمريكا على المجيء للدفاع عن دول أخرى. أعلن السيناتور ويليام بوراه من ايداهو أنها سوف «تشتري السلام على حساب أي جزءٍ من استقلالنا الأمريكي». استنكر السيناتور هيرام جونسون من كاليفورنيا عصبة الأمم «عهدة حرب ضخمة». بينما تمسكت بعض وجهات النظر بالمبادئ الدستورية، وحملت أغلب وجهات النظر إعادة تأكيد على سياسة وطنية ومتطلّعة إلى الداخل.
تصرفت الولايات المتحدة بشكل مستقل لتصبح لاعبًا رئيسًا في عشرينيات القرن العشرين في المفاوضات والاتفاقيات الدولية. حققت إدارة هاردينغ نزع السلاح البحري بين القوى الكبرى من خلال مؤتمر واشنطن البحري في عامي 1921-1922. أعادت خطة دوز تمويل ديون الحرب وساعدت في إعادة الازدهار إلى ألمانيا، ووقعت 15 دولة في أغسطس عام 1928 على ميثاق كيلوغ برييان، وهو من بنات أفكار وزير الخارجية الأمريكي فرانك كيلوغ ووزير الخارجية الفرنسي أرستيد برييان. ويُقال إن هذا الميثاق جرَّم الحرب وأظهر أن التزام الولايات المتحدة بالسلام العالمي له عيوبه الدلالية. على سبيل المثال، لم تُلزم الولايات المتحدة بشروط أي من المواثيق القائمة، ولكنها منحت للدول الأوروبية مع ذلك حق الدفاع عن النفس، ونصَّت على أنه في حال خرق بلدٍ من البلدان للميثاق، فسوف يكون تطبيقها مسؤولية البلدان الأخرى الموقعة على الميثاق. كان ميثاق كيلوغ برييان في أغلبه إشارةً للنوايا الحسنة من جانب الولايات المتحدة، بدلًا من خطوة قانونية باتجاه دعم السلام العالمي.